# Делменхорст
Делменхорст (на немски: Delmenhorst, Demost) е град с окръжен статут в Долна Саксония, Германия, със 76 323 жители (2015).
Делменхорст граничи на запад с Бремен и се намира на около 35 km източно-югоизточно от Олденбург.
Пресича се от река Делме .
През 1910 г. Делменхорст заема площ от 19,56 km². 
Много нови квартали възникват в следвоенните години, чрез предоставяне на жилищна площ на бежанци.
Окончателна площ градът постига при административната реформа през 1974 година.
През 2018 г. в града са живели 82 207 регистрирани жители. 69 067 от тях са с германско гражданство. Делът на чужденците без немско гражданство е 16 процента (15,2 процента в края на 2017 г.). Регистрираните чужденци, заедно с немските граждани с чужд произход, съставляват 40% от населението на града. 